# Mistrzostwa Afryki w Maratonie 1994
Mistrzostwa Afryki w Maratonie 1994 – zawody lekkoatletyczne rozegrane w największym mieście Wybrzeża Kości Słoniowej – Abidżanie.

## Rezultaty

### Mężczyźni
| Konkurencja:  | 1. miejsce        | Rezultat | 2. miejsce              | Rezultat | 3. miejsce               | Rezultat |
| Indywidualnie | Andries Pilusa    | 2:25:13  | Mohammed Abbas Mustapha | 2:30:48  | Guirna Lema              | 2:32:52  |
| Drużynowo     | Południowa Afryka | 22 pkt.  | Niger                   | 39 pkt.  | Wybrzeże Kości Słoniowej | 40 pkt.  |

### Kobiety
| Konkurencja:  | 1. miejsce     | Rezultat | 2. miejsce   | Rezultat | 3. miejsce    | Rezultat |
| Indywidualnie | Elfenesh Alemu | 3:08:05  | Emebet Abosa | 3:15:44  | Fantaye Sirak | 3:19:05  |